# مسجد أغادير
لم يتبق من مسجد أغادير، الذي شيد في عام 174 هجري / 790 ميلادي، على يد إدريس الأول، سوى بعض آثار الجدران التي كشفت عنها التنقيبات الأثرية الحديثة، وكذلك المئذنة التي يُنسَب بناؤها إلى يغمراسن بن زيان. توقف ارتياد هذا المسجد الضخم مع تَحَوُّل المدينة تدريجياً باتجاه الشرق، وتنامي العمران في مدينة تقرارت (النواة الأولى لمدينة تلمسان الحالية) التي أسسها المرابطون على مقربة من شرق أغادير، والتي سرعان ما أصبحت ضاحية من ضواحيها. ما زالت مئذنة المسجد المعزول وسط الحدائق والمنازل قائمةً تتخذ شكلاً رباعي الزوايا ويصل ارتفاعها إلى 26،60 متر، وتتكون من قاعدة مبنية بالأحجار –إعادة استخدام مواد رومانية- حتى ارتفاع ستة أمتار. ينتصب فوق هذه القاعدة برج من الآجر تنتظم في واجهاته الأربع تقعرات خفيفة ذات طيقان ومشبّكات، وتلحظ فيه الفتحات الصغيرة المخصصة لإضاءة السُلّم. وعلى المنصة التي يؤذن منها المؤذن للصلاة تُمثّل الواجهات الأربع للقبة القنديلية التي تتوج مجمل البناء، زخرفة تتكون من مشبّك معيّن الشكل، وتعلو ذلك كله عقود إكليليّة، وفي النهاية يحيط بالكل إطار زليجي أخضر.

## وصف المسجد
ما زالت مئذنة المسجد المعزول وسط الحدائق والمنازل تثير الإعجاب؛ تتخذ شكل رباعي الزوايا ويصل ارتفاعها إلى 26،60 متر، وتتكون من قاعدة مبنية بالأحجار – إعادة استخدام مواد رومانية- حتى ارتفاع ستة أمتار. ينتصب فوق هذه القاعدة برج من الآجر تنتظم في واجهاته الأربع تقعرات خفيفة ذات طيقان ومشبّكات، ونلحظ فيه الفتحات الصغيرة المخصصة لإضاءة السُلّم. وعلى المنصة التي ينادي منها المؤذن للصلاة، تُمثّل الواجهات الأربع للقبة القنديلية التي تتوج مجمل البناء، زخرفة تتكون من مشبّك معيّن الشكل، وتعلو ذلك كله عقود إكليليّة، وفي النهاية، يحيط بالكل إطار زليجي أخضر.

## وصلة خارجية
- أطلال مسجد أغادير تلمسان .

## مواضيع ذات صلة
- المرجعية الدينية الجزائرية
- الحزب الراتب

## المصدر
- بورويبة، ' الفن الديني الإسلامي بالجزائر، الجزائر : SNED، 1983.
- ج. مارسي، ' الهندسة المعمارية للغرب الإسلامي'، تونس، الجزائر، المغرب وإسبانيا وصقلية.باريس : الفنون والحرف التصويرية، عام 1957.
- ج. مارصي.، فهرست ' الفن المعماري وتونس والجزائر والمغرب وأسبانيا وصقلية وباريس : أ بيكار، 1926.
- ج. مارصي. الآثار العربية تلمسان، باريس : أ. فونتموانغ، 1905.
- بارجس، تلمسان العاصمة القديمة لمملكة ذات نفس الاسم. باريس : دوبراة، 1859.